# Максим (Кроха)
Архиепи́скоп Макси́м (в миру — Борис Иванович Кроха; 25 декабря 1928, деревня Черниговка, Давлекановский район, Башкирская АССР — 27 февраля 2002, Могилёв) — архиерей Русской Православной Церкви, архиепископ Могилёвский и Мстиславский. Автор служб Собору Сибирских святых, Собору Тульских святых, святителю Иннокентию, митрополиту Московскому, святителю Георгию (Конисскому).

## Биография
Родился 25 декабря 1928 года в деревне Черниговка Давлекановского района Башкирской АССР, в семье крестьянина белорусского происхождения. Отец в годы коллективизации был сослан на строительство Беломорканала как кулак, семья выслана в Сибирь.
В 1946 году окончил среднюю школу в гор. Анжеро-Судженск. В этом же году в городе открылся храм, в котором Борис служил как пономарь. В 1947 году поступил в Ленинградскую духовную семинарию. 24 августа 1949 года митрополитом Новосибирским и Барнаульским Варфоломеем (Городцовым) пострижен в монашество. 17 апреля 1950 года епископом Таллинским Романом (Тангом) рукоположён во иеродиакона. В 1951 году, по окончании духовной семинарии, поступил в Ленинградскую духовную академию. 24 сентября 1954 года рукоположён во иеромонаха митрополитом Ленинградским и Новгородским Григорием (Чуковым). В 1955 году окончил академию со степенью кандидата богословия.
Служил в Ленинградской, Ярославской и Минской епархиях. В 1958—1963 годах преподавал в Минской духовной семинарии; был благочинным Успенского Жировицкого монастыря. В 1962 году возведён в сан архимандрита. В 1965 году окончил аспирантуру при МДА. В 1965—1972 годах настоятель Свято-Духовского кафедрального собора в Минске и председатель епархиального совета. В 1971 году был членом Поместного Собора РПЦ от клира Минской епархии. В 1972 году сопровождал архиепископа Харьковского и Богодуховского Никодима (Руснака), исполняющего обязанности Патриаршего Экзарха в Центральной и Южной Америке в его поездке в Аргентину для посещения приходов Южноамериканского экзархата.
26 марта 1972 года в московском Богоявленском патриаршем соборе был хиротонисан во епископа Аргентинского и Южноамериканского. Хиротонию совершали Патриарх Пимен, митрополиты Ленинградский и Новгородский Никодим (Ротов), митрополит Киевский и Галицкий Филарет (Денисенко), митрополит Таллинский и Эстонский Алексий (Ридигер), архиепископ Минский и Белорусский Антоний (Мельников), архиепископ Волоколамский Питирим (Нечаев).
15 декабря 1973 года был освобождён от управления Аргентинской епархией и почислен на покой.
26 декабря 1974 года назначен епископом Омским и Тюменским. По инициативе епископа Максима в 1984 году было установлено празднование Собора Сибирских святых.
7 сентября 1984 года возведён в сан архиепископа.
С 29 июля 1986 года архиепископ Тульский и Белёвский.
Здесь он инициировал работу по сбору сведений о подвижниках веры Тульского края, и в 1987 году Патриарх Пимен благословил совершать празднование Собора Тульских святых.
Распорядился уничтожить все личные дела духовенства Тульской епархии.
6 июля 1989 года решением Священного Синода назначен архиепископом Могилёвским и Мстиславским.
Кафедра в Могилёве не замещалась более 45 лет — после десятилетий «госатеизма» архиепископу Максиму пришлось приложить много усилий для восстановления епархии. В конце 1993 года архиепископ Максим перенёс тяжёлую болезнь, но от увольнения на покой отказался. Служил в храмах епархии до последних дней своей земной жизни.
Скончался в час ночи 27 февраля 2002 года. Похоронен в ограде могилёвского женского Никольского монастыря, которому завещал свою библиотеку.

## Публикации
- «Символ виноградника в Свящ. Писании Ветхого Завета (опыт исследования отдельных мест Св. Писания)». (Кандидатское сочинение).
- Одиннадцатый выпуск Минской духовной семинарии // Журнал Московской Патриархии. 1959. — № 7. — С. 31-32.
- Двенадцатый выпуск Минской духовной семинарии // Журнал Московской Патриархии. 1960. — № 7. — С. 17-18.
- Юбилейные торжества в Свято-Успенском монастыре в Жировицах [500-летие обретения Жировицкой иконы Божией Матери и основания обители] // Журнал Московской Патриархии. 1970. — № 9. — С. 26-27.
- Речь при наречении во епископа Аргентинского и Южноамериканского // Журнал Московской Патриархии. 1972. — № 5. — C. 17-20.
- Послание клиру и мирянам Омской епархии [по случаю первого празднования Собора Омских святых] // Журнал Московской Патриархии. 1984. — № 12. — С. 25-26.
- Служба архиепископу Иннокентию, митрополиту Московскому и Коломенскому, апостолу Сибири и Америки. // Минея. Март. — Ч. 2. 1984. — С. 322—342
- Служба собору сибирских святых // Минея. Июнь 1985. — С. 325—349
- Собор Тульских святых // Журнал Московской Патриархии. 1988. — № 10. — С. 24-25.

## Награды
- Орден святого равноапостольного великого князя Владимира II степени
- Орден преподобного Сергия Радонежского II степени
- Орден святого благоверного князя Даниила Московского II степени